# لیلیت آساطریان
لیلیت ژیرایری آساطریان (ارمنی: Լիլիթ Ժիրայրի Ասատրյան؛ انگلیسی: Lilit Asatryan؛ زادهٔ ۲۸ ژانویهٔ ۱۹۷۶) یک اقتصاددان، چهره سرشناس و سیاستمدار اهل ارمنستان است که از تاریخ ۱۱ مارس ۲۰۰۹ تا کنون عضویت شورای عمومی جمهوری ارمنستان را برعهده داشت.

## زندگی‌نامه
در ۲۸ ژانویه ۱۹۷۶ به دنیا آمد و از دانشگاه دولتی ایروان فارغ‌التحصیل شد. وی در وزارت فرهنگ ارمنستان (۲۰۰۵–۲۰۰۳) و صندوق ارمنستان (۲۰۰۷–۲۰۰۵) فعالیت کرده است. وی همچنین برنده مدال یادبود نخست‌وزیر ارمنستان (۲۰۰۳) و مدال طلای یادبود فریتیوف نانسن (۲۰۰۷)  شده است.

## یادداشت
1. ↑  Հայաստանի Հանրապետության հանրային խորհրդի անդամներ